# Chimarra quadrispinosa
Chimarra quadrispinosa là một loài Trichoptera trong họ Philopotamidae. Chúng phân bố ở vùng nhiệt đới châu Phi.